# جون سانت ريان
جون سانت ريان (بالإنجليزية: John Saint Ryan)‏ هو ممثل بريطاني، ولد في 1953 في المملكة المتحدة.

## الأعمال

### أفلام
| السنة | العنوان                       | الدور |
| ----- | ----------------------------- | ----- |
| 1991  | ذا دلتا فورس 3 : ذا كيلنغ جيم | سيرغي |

### مسلسلات
| السنة     | العنوان                   | الدور                  |
| --------- | ------------------------- | ---------------------- |
| 1986      | ماكجيفر                   | إدي                    |
| 1987      | إميرديل                   | سي إس إم جيمسون        |
| 1987      | شارع كورونيشن             | النادل                 |
| 1992      | مذكرات الشاب إنديانا جونز | السيد ماكس             |
| 1993      | سي كويست دي إس في         | الكابتن فينيوس وايدمان |
| 1993–1994 | شارع كورونيشن             | تشارلي ويلان           |
| 1995–1996 | الكراغل                   | الملك آرثر             |
| 2000      | بافي قاتلة مصاصي الدماء   | العقيد جورج هافيلاند   |
| 2012      | ريفلوشن                   | اللص رقم 2             |

## وصلات خارجية
- جون سانت ريان على موقع IMDb (الإنجليزية)
- جون سانت ريان على موقع ألو سيني (الفرنسية)
- جون سانت ريان على موقع قاعدة بيانات الفيلم (الإنجليزية)
- جون سانت ريان على موقع كينوبويسك (الروسية)